# Gerechtelijk arrondissement Luxemburg
Het gerechtelijk arrondissement Luxemburg (Frans: arrondissement judiciaire du Luxembourg) is een van de vier gerechtelijk arrondissementen in het gerechtelijk gebied Luik. Het valt samen met de grenzen van de provincie Luxemburg. Het gerechtelijk arrondissement Luxemburg heeft drie afdelingen (Aarlen, Marche-en-Famenne en Neufchâteau), 5 gerechtelijk kantons en 44 gemeenten. De gerechtelijke kantons zijn Aarlen, Bastenaken, Marche-en-Famenne, Neufchâteau en Virton.
Het gerechtelijk arrondissement ontstond op 1 april 2014 als gevolg van de gewijzigde gerechtelijke indeling van België en omvat de voormalige gerechtelijke arrondissementen Aarlen, Marche-en-Famenne en Neufchâteau.
Het arrondissement is zetel van een van de 12 rechtbanken van eerste aanleg van België. Ook deze rechtbank heeft drie afdelingen, in Aarlen, Marche-en-Famenne en Neufchâteau.